# Трухин, Пётр Михайлович
Пётр Миха́йлович Тру́хин (4 [17] февраля 1906, Большая Уча, Вятская губерния — 29 июня 1996, Караганда) — советский деятель угольной промышленности, горный генеральный директор угольной промышленности 3 ранга (1948), кандидат технических наук. Герой Социалистического Труда (1948), лауреат Государственной премии (1972 год).

## Биография
Родился в селе Большая Уча Малмыжского уезда Вятской губернии.
Трудовую деятельность начал в должности ответственного секретаря местного комитета Союза железнодорожников. С 1926 года по 1931 год учился в Уральском горном институте, после его окончания, получив диплом горного инженера, работал там же научным работником, затем — заместителем директора института по учебно-научной части. Член ВКП(б) с 1928 года.
С 1935 года — заместитель главного инженера, а с 1936 года — главный инженер Красноуральского рудоуправления треста «Уралмедьруда».
3 февраля 1938 года был арестован как враг народа. Содержался в Челябинской тюрьме № 1, на допросах отрицал все обвинения. Его жена в поисках правды в отчаянии ездила по разным инстанциям. Помогла смелая, мужественная позиция работников рудоуправления, которые заявили, что если Трухин — враг народа, то пусть их тоже судят вместе с ним. Пробыл в заключении 1 год и 8 месяцев, в октябре 1939 года был освобождён.
Переехал с женой в Копейск, где поначалу работал начальником производственного отдела треста «Челябинскуголь», с 1939 года — главным инженером треста «Челябинскуголь».
В 1941—1947 годы — заместитель начальника Главного управления капитального строительства в Молотове, главный инженер треста «Кизилуголь», управляющий трестом «Андреевуголь» комбината «Молотовуголь» в Губахе.
В 1947 году занял должность главного инженера комбината «Челябинскуголь».
Указом Президиума Верховного Совета СССР от 28 августа 1948 года за выдающиеся успехи в деле увеличения добычи угля, восстановления и строительства угольных шахт и внедрения передовых методов работы, обеспечивших значительный рост производительности труда, Трухину Петру Михайловичу присвоено звание Героя Социалистического Труда.
С 1950 года — начальник комбината «Челябинскуголь». Под его руководством добыча угля комбинатом «Челябинскуголь» выросла более чем в 2 раза. Сданы в эксплуатацию новые шахты, разрезы. Была осуществлена реконструкция самого крупного в послевоенные годы Коркинского разреза, внедрены мощные экскаваторы, резко возросли объём вскрышных работ, добыча угля.
В 1955 году П. М. Трухин занял должность заместителя Министра угольной промышленности СССР.
Пётр Михайлович имел все шансы возглавить угольную отрасль страны, но судьба распорядилась иначе: в мае 1957 года в результате проводимой Н. С. Хрущевым реформы большинство отраслевых союзных Министерств было ликвидировано, а в регионах образованы Советы народного хозяйства — совнархозы (СНХ) — для управления предприятиями и организациями на местах. В результате этого десятки союзных министров и их заместителей лишились своих постов и многие из них уехали председателями (заместителями председателей) совнархозов в различные республики, края и области. П. М. Трухина с учётом опыта предыдущей работы направили в Челябинск. С 1957 года — заместитель председателя СНХ Челябинского экономического административного района.
В 1961 году был переведён на работу в Казахскую ССР для руководства совнархозом нового административного образования — Целинного края с административным центром в Акмолинске. В состав Целинного края входили пять бывших областей: Северо-Казахстанская, Кокчетавская, Акмолинская, Павлодарская, Кустанайская. С 1961 по октябрь 1965 года П. М. Трухин занимал должность председателя СНХ Целинного экономического административного — экономического района.
Под руководством П. М. Трухина была проведена большая работа по электрификации целинных земель, в результате чего энерговооружённость сельских районов возросла в десятки раз. Вслед за электрификацией началась программа газификации, которая охватила 160 крупных колхозов и совхозов края. В Целинограде был создан цех по автоматизированной разливке жидкого газа. В конце 1962 года началось строительство грандиозного канала Иртыш — Караганда. Только за 1962 год жилищный фонд вырос на 115 тысяч квадратных метров.
Указом Президиума Верховного Совета Казахской ССР от 19 октября 1965 года Целинный край был упразднён. В это же время были упразднены и совнархозы. В 1965 году П. М. Трухин стал начальником Управления угольной промышленности Казахской ССР в Караганде. За годы руководства П. М. Трухиным угольной отраслью Казахстана в 1969 году был введён в эксплуатацию Иртышский разрез № 3 мощностью 3 миллиона тонн угля, в 1970 году введена в эксплуатацию первая очередь угольного разреза «Богатырь» мощностью 5,0 миллионов тонн. Строящийся разрез «Богатырь» должен был стать самым крупным в мире — мощностью 50 миллионов тонн.
С 1970 года по 1977 год занимал пост начальника комбината — генерального директора производственного объединения «Карагандауголь».
Работая начальником республиканского управления угольной промышленности, а затем начальником комбината — ПО «Карагандауголь», много сил отдавал упорядочению горного хозяйства шахт и разрезов. За период с 1965 по 1977 год многие шахты были объединены и реконструированы. В результате проектная мощность выросла более чем на семь миллионов тонн. Кроме того, сданы в эксплуатацию новые шахты — «Казахстанская» и «Шахтинская», суммарной проектной мощностью 4500 тысяч тонн угля.
31 августа 1971 года вышел приказ № 393 Министра угольной промышленности СССР Б. Ф. Братченко, который гласил:

За ослабление контроля за состоянием техники безопасности на предприятиях комбината, непринятие действенных мер по снижению производственного травматизма и повышению технологической дисциплины среди ИТР шахт начальнику комбината «Карагандауголь» Трухину П. М. объявить выговор и предупредить его, что если не будут приняты необходимые меры по улучшению состояния техники безопасности в комбинате «Карагандауголь», то он будет отстранен от занимаемой должности.
Все необходимые меры были приняты, недостатки устранены. Но одновременно на шахтах комбината «Карагандауголь» уже ряд лет проводилась большая работа по внедрению новых схем подготовки и отработки выемочных участков, внедрению механизированных комплексов. Всё это позволило повысить концентрацию горных работ, улучшить технико-экономические показатели.
Постановлением Коллегии Министерства угольной промышленности СССР от 6 декабря 1971 года коллектив авторов разработки и внедрения высокоэффективной технологии добычи угля, концентрации производства на базе применения комплексных средств механизации в Карагандинском бассейне во главе с П. М. Трухиным был представлен на соискание Государственной премии СССР в области науки и техники за 1972 год, которая была присуждена в ноябре того же года.
В 1973 году защитил кандидатскую диссертацию.
16 апреля 1976 года Указом Президиума Верховного Совета СССР производственное объединение «Карагандауголь» было награждено орденом Октябрьской Революции.
Пётр Михайлович Трухин проделал огромную работу в Карагандинском угольном бассейне и имел все шансы получить вторую медаль «Серп и Молот», но из-за непростых отношений с первым секретарём обкома КПСС В. К. Акулинцевым, который не поддержал его кандидатуру на присвоение ему звания Героя, так и не получил заслуженную награду. 3 марта 1976 года П. М. Трухину по итогам пятилетки было присвоено звание «Почётный механизатор угольной промышленности» с выдачей знака и нагрудного значка «Отличник соцсоревнования Минуглепрома СССР».
Избирался депутатом Верховного Совета РСФСР и многократно депутатом Верховного Совета Казахской ССР, Карагандинского городского Совета народных депутатов.
В 1977 году П. М. Трухин стал директором Карагандинского научно-исследовательского угольного института (КНИУИ). Под его научным руководством были разработаны и внедрены в производство с большим экономическим эффектом прогрессивные технологические схемы выемки высокогазоносных, пожароопасных пластов без оставления угольных целиков, созданы очистной комбайн 1КШЭ с тиристорной подачей, выемочно-закладочный мехкомплекс КМГЗ. На угольных предприятиях Карагандинского бассейна, Средней Азии и отрасли внедрены сотни разработок КНИУИ, в том числе совместно с другими институтами отрасли. Он отлично знал все шахты бассейна, с фотографической памятью помнил десятки планов горных работ. Под его непосредственным руководством, совместно с работниками шахт, главными инженерами, технологами, маркшейдерами, рассматривали программы развития горных работ шахт на пятилетку, основные технико-экономические показатели.
Автор большого количества научных трудов, в том числе четырёх монографии. Имел 30 авторских патентов.
В 1986 году П. М. Трухин вышел на пенсию. Жил в Караганде. Скончался 29 июня 1996 года, похоронен на кладбище в микрорайоне Михайловка города Караганды.

## Награды и звания
- Медаль «Серп и Молот»
- Три Орден Ленина
- Орден Октябрьской Революции
- Два Ордена Трудового Красного Знамени
- Орден «Знак Почёта»
- Государственная премия СССР (1972 год)
- Знак «Шахтёрская слава» I, II и III степеней
- Звание «Почетный механизатор угольной промышленности» с выдачей знака и нагрудного значка «Отличник соцсоревнования Министерства угольной промышленности СССР».
- медали

## Комментарии
1. ↑  Ныне — в Можгинском районе, Республика Удмуртия[1].